# 15-й фронт (Японія)
15-й фро́нт (яп. 【第十五方面軍】) — вище оперативно-стратегічне об'єднання збройних сил Японської імперії, фронт Імперської армії Японії в 1945 році. Формально брав участь у Другій світовій війні (1941–1945) на території Західної Японії з центром у Осаці, але у боях задіяний не був.

## Дані
- Сформований: 1 лютого 1945 року
- Кодова назва: Кусу (【楠】, «камфор»)[1].
- Підпорядкування: 2-а загальна армія.
- Район бойових дій: Західна Японія.
- Штаб: Осака, Японія.
- Місце останньої дислокації штабу: Осака, Японія.
- Припинив існування: 15 серпня 1945 року після капітуляції Японії у Другій світовій війні.

## Бойові дії
- Формально взяв участь у Другій світовій війні (1941–1945), але у боях задіяних не був.
Оборона Західної Японії з центром у місті Осака від потенційного вторгнення США, Великої Британії та їхніх союзників.

## Командування
Командири фронту:
1. генерал-лейтенант Кавабе Масакадзу (1 лютого 1945 — 7 квітня 1945)[2];
2. генерал-лейтенант Учіяма Ейтаро (7 квітня 1945 — 15 серпня 1945)[2].

Голова штабу фронту:
1. генерал-лейтенант Кунітаке Мічіо (1 лютого 1945 — 15 серпня 1945)[2].

Віце-голови штабу фронту:
1. генерал-майор Яманоучі Джіро (1 лютого 1945 — 5 травня 1945)[2];
2. генерал-майор Міяно Масатоші (5 липня 1945 — 15 серпня 1945)[2].

## Склад
1945 рік
- 55-а армія (Японія);
- 59-а армія (Японія);
- 144-а дивізія (Японія);
- 225-а дивізія (Японія);
- 3-а протиповітряна дивізія (Японія);
- 123-а самостійна змішана бригада;
- Юрський гарнізон.